# Gopal Godse
Gopal Vinayak Godse (v. 1919 - 26 novembre 2005), est l'un des hommes impliqués dans l'assassinat de Gandhi. C'est son frère Nathuram Godse qui avait abattu le Mahatma.
Dernier survivant du groupe des extrémistes impliqués dans l'assassinat de l'homme politique indien, il a passé 16 ans en prison pour une première tentative ratée, et ne s'est jamais repenti de son rôle dans cette tragédie.